# نصیر مزراوی
نصیر مزراوی (عربی: نُصَيْر مَزرَاوِيّ؛ زادهٔ ۱۴ نوامبر ۱۹۹۷) بازیکن فوتبال اهل مراکش است که در پست مدافع راست برای باشگاه منچستر یونایتد در لیگ برتر انگلستان و تیم ملی فوتبال مراکش بازی می‌کند.
از باشگاه‌هایی که در آن بازی کرده‌است می‌توان به آژاکس و بایرن مونیخ اشاره کرد.